# Liste des sites retenus pour le loto du patrimoine en 2023
| Abbaye de Saint-Antoine-l'Abbaye Cathédrale Vieux-Saint-Vincent Château de Montmuran Ateliers Lorin Maison de Colomba Maison de potier de Betschdorf Chartreuse Notre-Dame-des-Prés Théâtre gallo-romain de Châteaubleau Synagogue d'Elbeuf Abbaye Saint-Jean de Sorde Pont-aqueduc d'Ansignan Moulin du Pavé Institut de biologie marine \| B S H M C \| |
| B S H M C |

| B S H M C |

Cet article recense les sites retenus pour le loto du patrimoine en 2023.

## Projets emblématiques
Le 16 mars 2023, la mission Stéphane Bern annonce les 18 projets qualifiés d'« emblématiques » figurant sur les billets de loto mis en vente.
| Nom                                          | Commune                 | Département         | Région                     | Protection                                         | Coordonnées                  | Image |
| -------------------------------------------- | ----------------------- | ------------------- | -------------------------- | -------------------------------------------------- | ---------------------------- | ----- |
| Abbaye de Saint-Antoine                      | Saint Antoine l'Abbaye  | Isère               | Auvergne-Rhône-Alpes       | Classée MH (1840, 1981, 1993)                      | 45° 10′ 21″ N, 5° 12′ 57″ E  |       |
| Ancienne cathédrale Vieux-Saint-Vincent      | Mâcon                   | Saône-et-Loire      | Bourgogne-Franche-Comté    | Classée MH (1862)                                  | 46° 18′ 10″ N, 4° 50′ 05″ E  |       |
| Château de Montmuran                         | Les Iffs                | Ille-et-Vilaine     | Bretagne                   | Classé MH (2003)                                   | 48° 17′ 24″ N, 1° 51′ 40″ O  |       |
| Ateliers Lorin                               | Chartres                | Eure-et-Loir        | Centre-Val de Loire        | Inscrit MH (1999)                                  | 48° 26′ 42″ N, 1° 29′ 28″ E  |       |
| Maison de Colomba                            | Fozzano                 | Corse-du-Sud        | Corse                      | Inscrit MH (1952)                                  | 41° 41′ 52″ N, 9° 00′ 03″ E  |       |
| Maison-atelier de potier Wingerter-Ruhlmann  | Betschdorf              | Bas-Rhin            | Grand Est                  | Inscrit MH (2022)                                  | 48° 53′ 55″ N, 7° 53′ 50″ E  |       |
| Ancienne sucrerie de l'Habitation Belleville | Trois-Rivières          | Guadeloupe          | Guadeloupe                 | Classé MH (2019)                                   | 15° 58′ 05″ N, 61° 39′ 02″ O |       |
| Église Saint-Antoine-de-Padoue               | Saül                    | Guyane              | Guyane                     | Classé MH (1993)                                   | 3° 37′ 06″ N, 53° 12′ 34″ O  |       |
| Chartreuse Notre-Dame-des-Prés               | Neuville-sous-Montreuil | Pas-de-Calais       | Hauts-de-France            | Inscrit MH (1993)                                  | 50° 28′ 03″ N, 1° 47′ 25″ E  |       |
| Site archéologique gallo-romain              | Châteaubleau            | Seine-et-Marne      | Île-de-France              | Classé MH (1983) · Inscrit MH (1983)               | 48° 35′ 05″ N, 3° 06′ 42″ E  |       |
| Hôtel de ville                               | Saint-Esprit            | Martinique          | Martinique                 | Inscrit MH (2012)                                  | 14° 33′ 38″ N, 60° 56′ 14″ O |       |
| Ancienne préfecture - Maison des Gouverneurs | Dzaoudzi                | Mayotte             | Mayotte                    | Inscrit MH (2015)                                  | 12° 46′ 58″ S, 45° 15′ 21″ E |       |
| Synagogue d'Elbeuf                           | Elbeuf                  | Seine-Maritime      | Normandie                  | Inscrit MH (2009)                                  | 49° 17′ 12″ N, 1° 00′ 27″ E  |       |
| Abbaye Saint-Jean de Sorde                   | Sorde-l'Abbaye          | Landes              | Nouvelle-Aquitaine         | Classé MH (1909, 2008) · Patrimoine mondial (1998) | 43° 31′ 30″ N, 1° 03′ 17″ O  |       |
| Pont-aqueduc romain                          | Ansignan                | Pyrénées-Orientales | Occitanie                  | Classé MH (1974)                                   | 42° 45′ 40″ N, 2° 30′ 53″ E  |       |
| Moulin du Pavé dit « de Brissac »            | Les Garennes sur Loire  | Maine-et-Loire      | Pays de la Loire           |                                                    | 47° 21′ 49″ N, 0° 27′ 05″ O  |       |
| Institut de biologie marine Michel-Pacha     | La Seyne-sur-Mer        | Bouches-du-Rhône    | Provence-Alpes-Côte d'Azur |                                                    | 43° 05′ 03″ N, 5° 53′ 55″ E  |       |
| Ancienne chapelle Sainte-Jeanne-d’Arc        | Saint-André             | La Réunion          | La Réunion                 | Inscrit MH (2012)                                  | 20° 57′ 55″ S, 55° 38′ 56″ E |       |

## Projets de maillage
La liste des cent projets de maillage, 96 pour les départements de métropole et 4 pour les collectivités d'outre-mer, est annoncée le 4 septembre 2023, depuis le bailliage de Pont-de-l'Arche.

### Auvergne-Rhône-Alpes
| Nom | Commune                                                                                   | Département  | Protection | Coordonnées | Image |
| --- | ----------------------------------------------------------------------------------------- | ------------ | ---------- | --- | ----- |
| cocathédrale Notre-Dame-de-l'Annonciation                                                                          | Bourg-en-Bresse                                                                           | Ain          | Classé MH  | 46° 12′ 21″ N, 5° 13′ 38″ E |       |
| Donjon du Petit Fourchaud                                                                                          | Besson                                                                                    | Allier       |            | 46° 27′ 12″ N, 3° 15′ 30″ E |       |
| Grange fortifiée de Chabroulière                                                                                   | Planzolles                                                                                | Ardèche      |            | 44° 28′ 32″ N, 4° 09′ 26″ E |       |
| « Burons des Hautes-Terres » : - Prat de Bouc, - Chamalière, - Molède, - Peyre-Arse, - Montagne de Ségur, - Caire, | - Paulhac - Albepierre-Bredons - Albepierre-Bredons - Lavigerie - Ségur-les-Villas - Vèze | Cantal       |            | - 45° 03′ 06″ N, 2° 47′ 35″ E - 45° 04′ 19″ N, 2° 47′ 05″ E - 45° 05′ 13″ N, 2° 49′ 07″ E - 45° 07′ 31″ N, 2° 43′ 43″ E - 45° 13′ 38″ N, 2° 50′ 15″ E - 45° 18′ 19″ N, 2° 57′ 16″ E |       |
| Château de la Gabelle                                                                                              | Ferrassières                                                                              | Drôme        |            | 44° 07′ 36″ N, 5° 29′ 15″ E |       |
| Église Saint-Philibert des Estables                                                                                | Les Estables                                                                              | Haute-Loire  |            | 44° 54′ 16″ N, 4° 09′ 14″ E |       |
| Chalet Vallot | Chamonix-Mont-Blanc                                                                       | Haute-Savoie |            | 45° 55′ 50″ N, 6° 52′ 18″ E |       |
| Usine de moulinage de la soie de la Galicière                                                                      | Chatte                                                                                    | Isère        | Inscrit MH | 45° 08′ 50″ N, 5° 16′ 38″ E |       |
| Château de Villars                                                                                                 | La Chapelle-Villars                                                                       | Loire        | Inscrit MH | 45° 28′ 23″ N, 4° 42′ 45″ E |       |
| Château-Dauphin | Pontgibaud                                                                                | Puy-de-Dôme  | Classé MH  | 45° 50′ 02″ N, 2° 51′ 17″ E |       |
| Château de Rochebonne                                                                                              | Theizé                                                                                    | Rhône        | Inscrit MH | 45° 56′ 27″ N, 4° 37′ 02″ E |       |
| Chapelle Notre-Dame-de-Grâce de Ragès                                                                              | Sonnaz                                                                                    | Savoie       |            | 45° 37′ 42″ N, 5° 54′ 38″ E |       |

### Bourgogne-Franche-Comté
| Nom                                                      | Commune                        | Département           | Protection | Coordonnées                 | Image |
| -------------------------------------------------------- | ------------------------------ | --------------------- | ---------- | --------------------------- | ----- |
| Château de Bierre                                        | Bierre-lès-Semur Le Val-Larrey | Côte-d'Or             | Inscrit MH | 47° 25′ 22″ N, 4° 17′ 58″ E |       |
| Temple d'Allenjoie                                       | Allenjoie                      | Doubs                 |            | 47° 32′ 04″ N, 6° 53′ 47″ E |       |
| Église Saint-Symphorien de Marnay                        | Marnay                         | Haute-Saône           | Inscrit MH | 47° 17′ 20″ N, 5° 46′ 18″ E |       |
| Lavoir-abreuvoir de Cressia                              | Cressia                        | Jura                  |            | 46° 31′ 37″ N, 5° 28′ 53″ E |       |
| Église Notre-Dame-du-Pré de Donzy                        | Donzy                          | Nièvre                | Classé MH  | 47° 21′ 58″ N, 3° 06′ 40″ E |       |
| Auberge de la Croix-Blanche                              | Châteauneuf                    | Saône-et-Loire        |            | 46° 12′ 51″ N, 4° 15′ 20″ E |       |
| Fort de la Justice                                       | Belfort                        | Territoire de Belfort |            | 47° 38′ 37″ N, 6° 52′ 39″ E |       |
| Église Saint-Pierre-et-Saint-Paul de Thorigny-sur-Oreuse | Thorigny-sur-Oreuse            | Yonne                 | Inscrit MH | 48° 17′ 41″ N, 3° 23′ 55″ E |       |

### Bretagne
| Nom                             | Commune    | Département     | Protection | Coordonnées                 | Image |
| ------------------------------- | ---------- | --------------- | ---------- | --------------------------- | ----- |
| Manoir de Kerhos                | Kerbors    | Côtes-d'Armor   | Inscrit MH | 48° 50′ 04″ N, 3° 10′ 46″ O |       |
| Redoute des Blancs-Sablons      | Le Conquet | Finistère       |            | 48° 21′ 58″ N, 4° 45′ 46″ O |       |
| Église Saint-Pierre de Mont-Dol | Mont-Dol   | Ille-et-Vilaine | Inscrit MH | 48° 34′ 14″ N, 1° 45′ 53″ O |       |
| Château de Bothané              | Guidel     | Morbihan        |            | 47° 50′ 44″ N, 3° 31′ 19″ O |       |

### Centre-Val de Loire
| Nom                                | Commune              | Département    | Protection                        | Coordonnées                 | Image |
| ---------------------------------- | -------------------- | -------------- | --------------------------------- | --------------------------- | ----- |
| Château de Sagonne                 | Sagonne              | Cher           | Classé MH · Maisons des Illustres | 46° 51′ 00″ N, 2° 49′ 35″ E |       |
| Presbytère de Miermaigne           | Miermaigne           | Eure-et-Loir   |                                   | 48° 14′ 49″ N, 0° 59′ 29″ E |       |
| Usine électrique de Saint-Gaultier | Saint-Gaultier       | Indre          |                                   | 46° 38′ 00″ N, 1° 25′ 22″ E |       |
| Écuries du château du Temple       | Theneuil             | Indre-et-Loire |                                   | 47° 06′ 49″ N, 0° 25′ 09″ E |       |
| Auberge des Trois-Canards          | La Ferté-Beauharnais | Loir-et-Cher   |                                   | 47° 32′ 29″ N, 1° 50′ 51″ E |       |
| Moulin de Cepoy                    | Cepoy                | Loiret         |                                   | 48° 02′ 40″ N, 2° 44′ 20″ E |       |

### Corse
| Nom                            | Commune   | Département  | Protection | Coordonnées                 | Image |
| ------------------------------ | --------- | ------------ | ---------- | --------------------------- | ----- |
| Poudrière de Bonifacio         | Bonifacio | Corse-du-Sud |            | 41° 23′ 14″ N, 9° 08′ 59″ E |       |
| Église Saint-François de Nonza | Nonza     | Haute-Corse  |            | 42° 46′ 33″ N, 9° 20′ 25″ E |       |

### Grand-Est
| Nom                            | Commune             | Département                | Protection | Coordonnées                 | Image |
| ------------------------------ | ------------------- | -------------------------- | ---------- | --------------------------- | ----- |
| Maison forte de Mogues         | Mogues              | Ardennes                   |            | 49° 40′ 02″ N, 5° 17′ 09″ E |       |
| Château de Dampierre           | Dampierre           | Aube                       | Classé MH  | 48° 33′ 04″ N, 4° 21′ 52″ E |       |
| Ferme de Gries                 | Gries               | Bas-Rhin                   |            | 48° 45′ 13″ N, 7° 48′ 52″ E |       |
| Maison Jean-Jacques Henner     | Bernwiller          | Haut-Rhin                  |            | 47° 41′ 28″ N, 7° 11′ 39″ E |       |
| Château de Donjeux             | Donjeux             | Haute-Marne                | Inscrit MH | 48° 21′ 30″ N, 5° 10′ 26″ E |       |
| Halle de Cheminon              | Cheminon            | Marne                      |            | 48° 44′ 13″ N, 4° 54′ 16″ E |       |
| Halle Saintignon               | Longwy              | Meurthe-et-Moselle Moselle |            | 49° 31′ 00″ N, 5° 46′ 13″ E |       |
| Maison dite du Pape Jules II   | Verdun              | Meuse                      | Inscrit MH | 49° 09′ 40″ N, 5° 23′ 00″ E |       |
| Église luthérienne de Morhange | Morhange            | Moselle                    |            | 48° 55′ 39″ N, 6° 38′ 50″ E |       |
| Hôpital de Châtillon-sur-Saône | Châtillon-sur-Saône | Vosges                     | Classé MH  | 47° 56′ 52″ N, 5° 53′ 06″ E |       |

### Hauts-de-France
| Nom                                | Commune        | Département   | Protection             | Coordonnées                 | image |
| ---------------------------------- | -------------- | ------------- | ---------------------- | --------------------------- | ----- |
| Tour Florentine de Buire           | Buire          | Aisne         | Classé MH              | 49° 54′ 38″ N, 4° 04′ 24″ E |       |
| Mairie de Bergues                  | Bergues        | Nord          |                        | 50° 58′ 07″ N, 2° 26′ 02″ E |       |
| Sucrerie distillerie de Francières | Francières     | Oise          | Inscrit MH             | 49° 27′ 11″ N, 2° 39′ 13″ E |       |
| Église Notre-Dame d'Hesdin         | Hesdin         | Pas-de-Calais | Classé MH · Inscrit MH | 50° 22′ 26″ N, 2° 02′ 15″ E |       |
| Galerie Jules-Barni                | Mers-les-Bains | Somme         |                        | 50° 04′ 04″ N, 1° 23′ 13″ E |       |

### Île-de-France
| Nom                                      | Commune                    | Département       | Protection | Coordonnées                 | Image |
| ---------------------------------------- | -------------------------- | ----------------- | ---------- | --------------------------- | ----- |
| Kiosques du centre hospitalier de Bligny | Briis-sous-Forges          | Essonne           |            | 48° 37′ 31″ N, 2° 08′ 56″ E |       |
| Boudoir de la maison Masséna             | Bagneux                    | Hauts-de-Seine    | Inscrit MH | 48° 47′ 48″ N, 2° 18′ 08″ E |       |
| Théâtre Daunou                           | 2e arrondissement de Paris | Paris             | Inscrit MH | 48° 52′ 10″ N, 2° 19′ 55″ E |       |
| Église Saint-Rémy de Montévrain          | Montévrain                 | Seine-et-Marne    | Classé MH  | 48° 52′ 34″ N, 2° 44′ 43″ E |       |
| Piscine Félix-Faure                      | Saint-Denis                | Seine-Saint-Denis |            | 48° 56′ 20″ N, 2° 21′ 26″ E |       |
| Hangar à bateaux de Pontoise             | Pontoise                   | Val-d'Oise        |            | 49° 03′ 11″ N, 2° 06′ 35″ E |       |
| Chapelle de l'hôpital Esquirol           | Saint-Maurice              | Val-de-Marne      |            | 48° 49′ 10″ N, 2° 25′ 47″ E |       |
| Les Caves du Nord                        | Maisons-Laffitte           | Yvelines          | Classé MH  | 48° 57′ 26″ N, 2° 08′ 05″ E |       |

### Normandie
| Nom                                                                       | Commune            | Département    | Protection | Coordonnées                 | Image |
| ------------------------------------------------------------------------- | ------------------ | -------------- | ---------- | --------------------------- | ----- |
| Église Notre-Dame-des-Victoires de Trouville-sur-Mer                      | Trouville-sur-Mer  | Calvados       |            | 49° 21′ 54″ N, 0° 05′ 04″ E |       |
| Bailliage de Pont-de-l'Arche                                              | Pont-de-l'Arche    | Eure           | Inscrit MH | 49° 18′ 17″ N, 1° 09′ 14″ E |       |
| Pigeonnier et dépendances du manoir de Lanquetot                          | Port-Bail-sur-Mer  | Manche         |            | 49° 21′ 35″ N, 1° 41′ 28″ O |       |
| Chapelle du couvent des clarisses de Saint-François de Mortagne-au-Perche | Mortagne-au-Perche | Orne           | Classé MH  | 48° 31′ 25″ N, 0° 33′ 02″ E |       |
| Église Sainte-Madeleine de La Bouille                                     | La Bouille         | Seine-Maritime |            | 49° 21′ 08″ N, 0° 55′ 49″ E |       |

### Nouvelle-Aquitaine
| Nom                                     | Commune               | Département          | Protection             | Coordonnées                 | Image |
| --------------------------------------- | --------------------- | -------------------- | ---------------------- | --------------------------- | ----- |
| Maison du duc d'Épernon                 | Confolens             | Charente             | Classé MH              | 46° 00′ 54″ N, 0° 40′ 27″ E |       |
| Château de Montguyon                    | Montguyon             | Charente-Maritime    | Inscrit MH             | 45° 12′ 58″ N, 0° 11′ 18″ O |       |
| Four à pain de Chaumeil                 | Chaumeil              | Corrèze              |                        | 45° 27′ 34″ N, 1° 50′ 43″ E |       |
| Hôtel particulier de Felletin           | Felletin              | Creuse               |                        | 45° 53′ 04″ N, 2° 10′ 27″ E |       |
| Château Boucard                         | Ménigoute             | Deux-Sèvres          |                        | 46° 29′ 45″ N, 0° 03′ 27″ O |       |
| Maison de La Boétie                     | Sarlat-la-Canéda      | Dordogne             | Classé MH · Inscrit MH | 44° 53′ 20″ N, 1° 13′ 00″ E |       |
| Cabane tchanquée n°3                    | La Teste-de-Buch      | Gironde              |                        | 44° 41′ 40″ N, 1° 09′ 58″ O |       |
| Pagode du Petit Jonas                   | Ambazac               | Haute-Vienne         |                        | 45° 57′ 55″ N, 1° 24′ 36″ E |       |
| Église Notre-Dame-de-la-Course-Landaise | Bascons               | Landes               |                        | 43° 50′ 43″ N, 0° 26′ 07″ O |       |
| Église Saint-Léger                      | Couthures-sur-Garonne | Lot-et-Garonne       |                        | 44° 30′ 48″ N, 0° 04′ 46″ E |       |
| Fort du Portalet                        | Etsaut Borce          | Pyrénées-Atlantiques | Classé MH              | 42° 53′ 11″ N, 0° 33′ 46″ O |       |

### Occitanie
| Nom                                    | Commune                        | Département         | Protection             | Coordonnées                 | Image |
| -------------------------------------- | ------------------------------ | ------------------- | ---------------------- | --------------------------- | ----- |
| Goutets                                | Le Port                        | Ariège              |                        | 42° 50′ 34″ N, 1° 25′ 26″ E |       |
| Château de Bouisse                     | Bouisse                        | Aude                |                        | 42° 59′ 15″ N, 2° 27′ 10″ E |       |
| Maisons médiévales de Marcillac-Vallon | Marcillac-Vallon               | Aveyron             |                        | 44° 28′ 26″ N, 2° 27′ 47″ E |       |
| Cheylard d'Aujac                       | Aujac                          | Gard                | Inscrit MH             | 44° 20′ 49″ N, 4° 01′ 38″ E |       |
| Château de Flamarens                   | Flamarens                      | Gers                | Classé MH              | 44° 01′ 00″ N, 0° 47′ 31″ E |       |
| Pavillon du château d'Azas             | Azas                           | Haute-Garonne       |                        | 43° 43′ 33″ N, 1° 40′ 40″ E |       |
| Église Saint-Pierre de Sarniguet       | Sarniguet                      | Hautes-Pyrénées     | Inscrit MH             | 43° 19′ 10″ N, 0° 05′ 32″ E |       |
| Château de Marsillargues               | Marsillargues                  | Hérault             | Classé MH              | 43° 39′ 56″ N, 4° 10′ 41″ E |       |
| Moulin à eau de Saint-Cirq-Lapopie     | Saint-Cirq-Lapopie             | Lot                 | Inscrit MH             | 44° 28′ 01″ N, 1° 40′ 31″ E |       |
| Château de Cambiaire                   | Saint-Étienne-Vallée-Française | Lozère              |                        | 44° 10′ 05″ N, 3° 50′ 24″ E |       |
| Maternité suisse d'Elne                | Elne                           | Pyrénées-Orientales | Inscrit MH · Classé MH | 42° 36′ 15″ N, 2° 57′ 19″ E |       |
| Château de Labastide Vassals           | Saint-Grégoire                 | Tarn                |                        | 43° 57′ 07″ N, 2° 16′ 23″ E |       |
| Église Notre-Dame de Bouillac          | Bouillac                       | Tarn-et-Garonne     | Inscrit MH · Classé MH | 43° 50′ 34″ N, 1° 07′ 10″ E |       |

### Pays de la Loire
| Nom                                               | Commune                 | Département      | Protection | Coordonnées                 | Image |
| ------------------------------------------------- | ----------------------- | ---------------- | ---------- | --------------------------- | ----- |
| Chapelle Saint-Barthélemy du prieuré du Dougilard | Soudan                  | Loire-Atlantique |            | 47° 44′ 34″ N, 1° 16′ 20″ O |       |
| Abbaye de Nyoiseau                                | Segré-en-Anjou Bleu     | Maine-et-Loire   | Inscrit MH | 47° 43′ 02″ N, 0° 54′ 54″ O |       |
| Château de Mortiercrolles                         | Saint-Quentin-les-Anges | Mayenne          | Classé MH  | 47° 45′ 59″ N, 0° 52′ 34″ O |       |
| Église Saint-Pierre de René                       | René                    | Sarthe           | Inscrit MH | 48° 16′ 43″ N, 0° 13′ 19″ E |       |
| Château de la Grève                               | Saint-Martin-des-Noyers | Vendée           | Inscrit MH | 46° 42′ 57″ N, 1° 12′ 38″ O |       |

### Provence-Alpes-Côte d'Azur
| Nom                        | Commune   | Département             | Protection        | Coordonnées                 | Image |
| -------------------------- | --------- | ----------------------- | ----------------- | --------------------------- | ----- |
| Moulin Delestic            | Reillanne | Alpes-de-Haute-Provence | Inscrit MH        | 43° 53′ 12″ N, 5° 41′ 49″ E |       |
| Villa Le Rêve              | Vence     | Alpes-Maritimes         |                   | 43° 43′ 38″ N, 7° 06′ 38″ E |       |
| Tour sarrasine             | Vitrolles | Bouches-du-Rhône        | Inscrit MH        | 43° 27′ 39″ N, 5° 14′ 56″ E |       |
| Chapelle Notre-Dame-de-Vie | Vitrolles | Bouches-du-Rhône        |                   | 43° 27′ 40″ N, 5° 14′ 55″ E |       |
| Château de Jarjayes        | Jarjayes  | Hautes-Alpes            |                   | 44° 30′ 16″ N, 6° 06′ 35″ E |       |
| Moulin du Pré-Conduit      | Bargemon  | Var                     |                   | 43° 36′ 43″ N, 6° 33′ 23″ E |       |
| Château de Cadenet         | Cadenet   | Vaucluse                | Inscrit MH (1947) | 43° 44′ 10″ N, 5° 22′ 16″ E |       |

### Outre-mer
| Nom                                            | Commune              | Département | Protection | Coordonnées                  | Image |
| ---------------------------------------------- | -------------------- | ----------- | ---------- | ---------------------------- | ----- |
| Église Saint-Hyacinthe de Capesterre-Belle-Eau | Capesterre-Belle-Eau | Guadeloupe  |            | 16° 02′ 34″ N, 61° 33′ 57″ O |       |
| Église Saint-Dominique de Roura                | Roura                | Guyane      |            | 4° 43′ 32″ N, 52° 19′ 36″ O  |       |
| Maison Valy                                    | Entre-Deux           | La Réunion  | Inscrit MH | 21° 14′ 50″ S, 55° 28′ 15″ E |       |
| Moulin du Gros-Morne                           | Gros-Morne           | Martinique  |            | 14° 41′ 18″ N, 60° 59′ 47″ O |       |